# Hodacikî, Korosten
Hodacikî (în ucraineană Ходачки) este un sat în comuna Șciorsivka din raionul Korosten, regiunea Jîtomîr, Ucraina.

## Demografie
Componența lingvistică a localității Hodacikî
     Ucraineană (99,39%)
     Alte limbi (0,61%)
Conform recensământului din 2001, majoritatea populației localității Hodacikî era vorbitoare de ucraineană (99,39%), existând în minoritate și vorbitori de alte limbi.